# Голубчик Андрій Миколайович
Андрі́й Микола́йович Голу́бчик — старший солдат Збройних сил України.

## З життєпису
Військовий розвідник, брав участь у бойових діях на сході України.

## Нагороди
За особисту мужність, сумлінне та бездоганне служіння Українському народові, зразкове виконання військового обов'язку відзначений — нагороджений
- 10 вересня 2015 року — орденом «За мужність» III ступеня.